# Paul Foucher

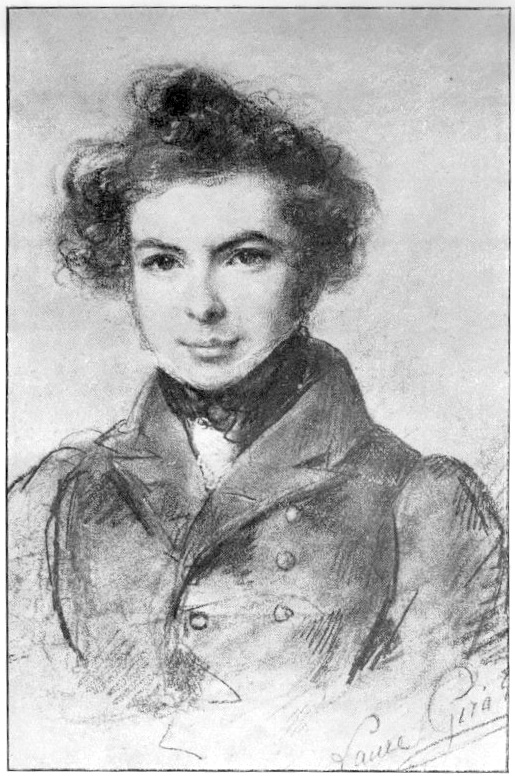
Porträt Paul Fouchers

Paul-Henri Foucher, kurz Paul Foucher (* 21. April 1810 in Paris; † 24. Januar 1875), war ein französischer Literat, Dramatiker und Journalist.

## Biographie
Foucher arbeitete zuerst im Kriegsministerium, was er aber schnell wieder unterbrach, um sich der Literatur zuzuwenden. Im Jahr 1828 suchte er die Bekanntschaft Alexandre Soumets, der ihm riet, Amy Robsart, ein Stück seines Schwagers, denn seine Schwester Adèle Foucher war mit Victor Hugo verheiratet, zu lesen. Foucher musste Victor Hugo regelrecht anbetteln, es ihm zu leihen, damit er es lesen könne. Victor Hugo selbst fand das Stück so schlecht, dass er es am liebsten verbrannt hätte. Fouchet versprach es für die Bühne zu überarbeiten und noch im gleichen Jahr erfolgte die Uraufführung im Odéon, bei deren Ankündigung Foucher neben Victor Hugo genannt wurde. Zwei Jahre später, im Jahr 1830, konnte Foucher sein erstes alleiniges Werk, Yseult Raimbaud, im Odéon zur Aufführung bringen. Seine Karriere als erfolgreicher Bühnenautor war ab diesem Zeitpunkt vorgezeichnet.
Neben seiner Tätigkeit als Bühnenautor schrieb Foucher auch für etliche Journale, wie beispielsweise die L'Indépendance belge oder auch die La Presse. Später war er Theaterkritiker für die La France und die L’Opinion nationale.
Sein Tod kam unerwartet. Foucher besuchte die Uraufführung Ernest Blums Rose Michel, als er sich abends unwohl fühlte. Sein Leiden, eine entzündete Hernie, führte innerhalb von drei Tagen zu seinem Ableben.
Foucher hatte, einem Nachruf zufolge, eine sehr lebendige Vorstellungsgabe, was sich in der Leichtigkeit seines Werkes widerspiegelte.

## Trivia
Das Stück Amy Robsart wurde sehr kontrovers aufgenommen. Vor den Theatern, an denen es aufgeführt wurde, kam es teilweise zu Tumulten, sodass die Aufführung des Stückes schließlich verboten wurde.
Foucher war außergewöhnlich kurzsichtig, trug aber keine Brille und so kam es häufig zu Missgeschicken. Es entstand das geflügelte Wort Kurzsichtig wie Foucher.

## Sonstiges
Fouchers Bruder war der Jurist Victor-Adrien Foucher. Weiterhin wurde Foucher im Jahr 1847 als Ritter in der Ehrenlegion aufgenommen.
Weiterhin schrieb er, mit anderen, das Libretto für Wagners Fliegenden Holländer

## Bühnenstücke (Auszug)
- Saynètes, 1831
- La Misère dans l'amour, 1832
- Les Passiona dans le monde, 1833
- Juanita, mit Paul Duport, 1833
- Caravage, mit Charles Desnoyer, 1834, Théâtre de l’Ambigu-Comique
- Marguerite de Quélus, mit Charles Desnoyer und Alexandre de Lavergne, 1835, Théâtre de l’Ambigu-Comique
- Transfuge, mit Alexandre de Lavergne, 1836, Théâtre de la Porte Saint-Martin
- Jeanne de Neaples, Théâtre de la Porte Saint-Martin, 1837
- Dom Sebastien de Portugal, Théâtre de la Porte Saint-Martin, 1838
- Isabelle de Montréal, Théâtre de la Gaîté, 1839
- La Voisin, 1842
- Richard en Palestine, 1844
- L'Héritier du czar, Odéon – Théâtre de l’Europe, 1849
- Bonne aventure, nach Frédérick Lemaître, 1855
- La Joconde, Comédie-Française, 1855
- Institutrice, Odéon – Théâtre de l’Europe, 1861
- Carnaval de Naples, Théâtre de la Porte Saint-Martin, 1866